# Amida (modlitwa)
Amida (hebr. – stanie, zwana także szmone esre – osiemnaście [błogosławieństw], lub תפילה Tefila – modlitwa) – obok Szema Jisrael jedna z dwóch głównych modlitw w judaizmie. Główny element trzech codziennych żydowskich nabożeństw: szachrit (szaharit), mincha (minacha) i maariw. Jest jedną z najstarszych modlitw w judaizmie synagogalnym, ostatecznie opracowaną, jak podaje Talmud, przez Gamaliela II pod koniec I w. n.e. Jej odmawianie zastępuje kult ofiarny po zburzeniu Drugiej Świątyni przez Rzymian w 70 r. n.e.
Nazwa szmone esre – „osiemnaście” związana jest z osiemnastokrotnym wymienieniem imienia Boga w Psalmie 29 i w trzech paragrafach Szema. Ponadto osiemnastokrotne powtórzenie tetragramu daje razem „Wielkie Imię” złożone z siedemdziesięciu dwóch liter. W rzeczywistości modlitwę tworzy dziewiętnaście wezwań, skierowanych do Boga, gdyż już w okresie misznaickim dołączono kolejne, skierowane przeciwko heretykom, odstępcom i zdrajcom. W szabat typowa struktura Amidy i liczba błogosławieństw ulega zmianie. 

## Sposób odmawiania
Modlitwę odmawia się stojąc, ze złączonymi nogami (stąd jej nazwa), z lekko pochyloną głową,  z twarzą zwróconą w kierunku Jerozolimy. Zabronione jest jej przerywanie, zmiana pozycji lub wypowiadanie innych słów. Przed jej rozpoczęciem wierny robi trzy małe kroki do przodu, co oznacza symboliczne wkroczenie przed oblicze Boga, podobnie po zakończeniu modlitwy wycofuje się, odchodząc sprzed tego oblicza. Rabini podkreślają, iż modlitwa ta wymaga specjalnego skupienia – kawany. Następnie powtarza ją głośno chazan (kantor). Pierwotnie głośne czytanie miało miejsce ze względu na tych, którzy nie znali modlitwy. Zamykając każde z usłyszanych wezwań amen, przyjmowali modlitwę jako swoją. Przy czytaniu Amidy przez chazana wymagana jest obecność minjanu (dziesięciu dorosłych Żydów). Pomiędzy drugim a trzecim wezwaniem odmawia się Keduszę, składający się biblijnych wersetów. Kedusza zawiera anielskie wychwalanie Boga, w czasie jej odmawiania wierni stoją, unosząc się na palcach stóp podczas konkretnych wezwań. 

## Wezwania
Kolejne wezwania Amidy noszą nazwy w polskim tłumaczeniu: 
1. Praojcowie
2. Potęga
3. Świętość Imienia
4. Rozumienie
5. Skrucha
6. Przebaczenie
7. Wybawienie
8. Uleczenie
9. Błogosławieństwo lat
10. Zgromadzenie wygnańców
11. Sąd
12. Przeciwko heretykom
13. Sprawiedliwi
14. Odbudowa Jerozolimy
15. Królestwo Domu Dawida
16. Przyjęcie modlitwy
17. Służba świątynna
18. Dziękczynienie
19. Pokój

Można je wszystkie podzielić na trzy części: trzy pierwsze sławią Boga, kolejne trzynaście zawiera prośby skierowane do niego, zaś ostatnie trzy to prośba o powrót na Syjon, podziękowanie za opiekę i cuda oraz prośba o pokój i pomyślność dla narodu Izraela. Pierwsza i ostatnia grupa błogosławieństw występuje zawsze.